# Onze-Lieve-Vrouw van de Rozenkranskerk (Luik)

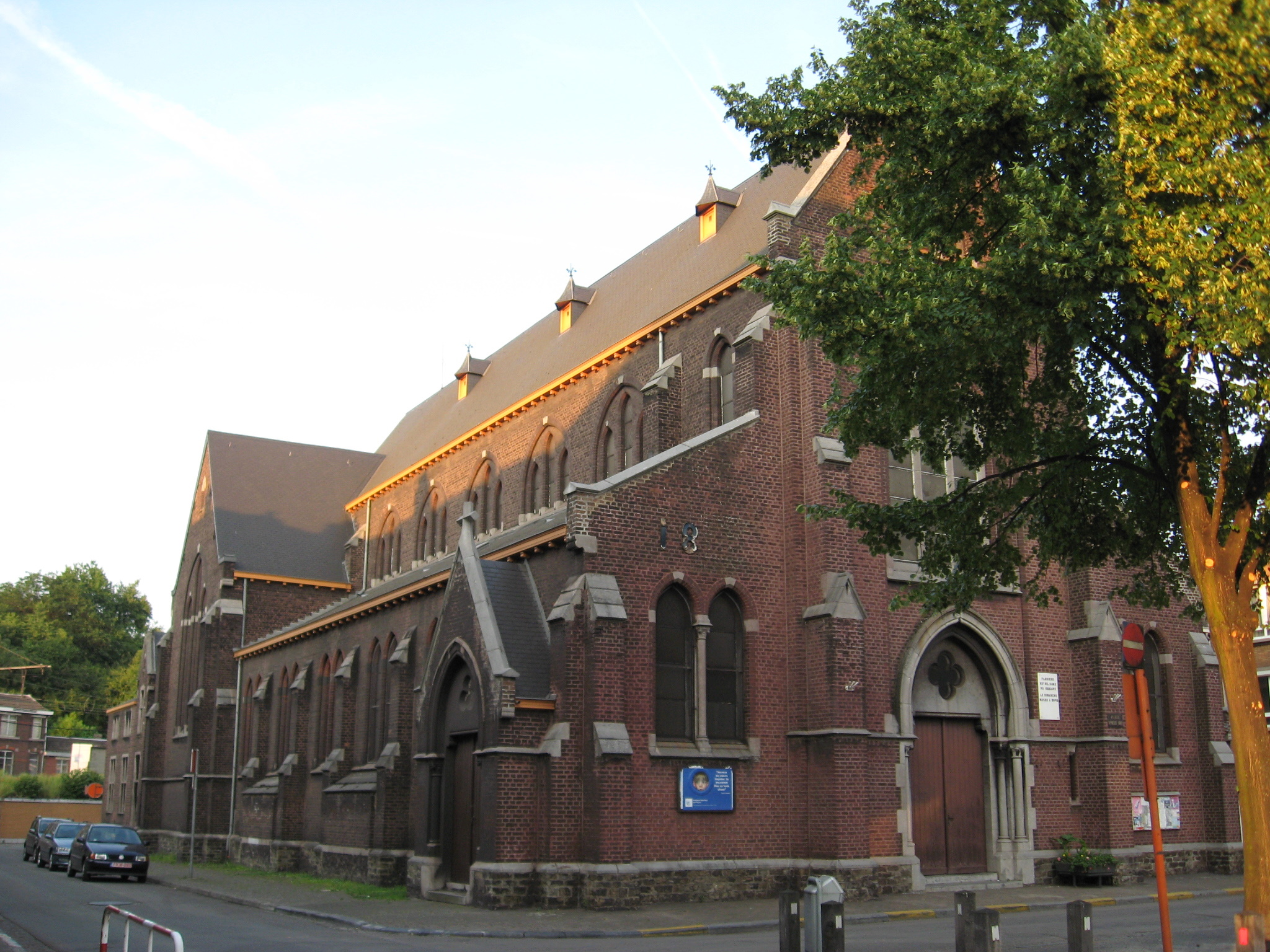
Onze-Lieve-Vrouw van de Rozenkranskerk

De Onze-Lieve-Vrouw van de Rozenkranskerk (Frans: Église Notre-Dame du Rosaire) is de parochiekerk van de wijk Sclessin in de Belgische stad Luik. De kerk is gelegen aan Place Francisco Ferrer 40.
De kerk werd gebouwd van 1892-1895, naar ontwerp van Léonard Monseur.
Het is een driebeukige bakstenen basilicale kruiskerk in neogotische stijl. Een toren ontbreekt.